# Досу-Риулуй
Досу-Риулуй (рум. Dosu Râului) — село у повіті Вилча в Румунії. Входить до складу комуни Ніколає-Белческу.
Село розташоване на відстані 150 км на північний захід від Бухареста, 15 км на південь від Римніку-Вилчі, 82 км на північний схід від Крайови, 125 км на південний захід від Брашова.

## Населення
За даними перепису населення 2002 року у селі проживали 359 осіб, усі — румуни. Усі жителі села рідною мовою назвали румунську.